# Trận Di Lăng
Trận Di Lăng (chữ Hán: 夷陵之戰 Di Lăng chi chiến) hay còn gọi là trận Khiêu Đình (猇亭之戰 Khiêu Đình chi chiến) hoặc trận Hào Đình, là trận chiến giữa nước Thục Hán và nước Đông Ngô năm 221-222 thời Tam Quốc trong lịch sử Trung Quốc.
Đây là cuộc chiến đầu tiên nổ ra sau khi 3 nước Tào Ngụy, Thục Hán và Đông Ngô chính thức hình thành. Thục và Ngô đã có một thời gian liên minh cùng chống Tào Ngụy hùng mạnh ở phương Bắc, nhưng vì việc tranh chấp địa bàn chiến lược Kinh châu khiến liên minh 2 nước dần dần rạn nứt; sau một vài trận xung đột nhỏ đã xảy ra việc Đông Ngô đánh úp chiếm hết phần Kinh châu của Thục, dẫn tới cuộc chiến quy mô lần này.
Trong Tam Quốc diễn nghĩa, trận chiến cũng được La Quán Trung mô tả là cuộc chiến mà Đông Ngô "lấy ít địch nhiều", như trận Xích Bích trước đây.

## Bối cảnh và nguyên nhân

### Vấn đề Kinh châu
Kinh châu vốn là vùng đất chiến lược với cả 3 phe Tào Ngụy, Thục Hán và Đông Ngô thời Tam Quốc. Sau trận Xích Bích, mỗi phe chiếm một phần Kinh châu. Để có bàn đạp tấn công lên trung nguyên, Lưu Bị phải "mượn" huyện Giang Lăng thuộc Nam quận (thực ra là đổi với trọng trấn Giang Hạ) từ tay Tôn Quyền, là địa bàn có tính chiến lược về quân sự.
Từ năm 214, Lưu Bị chiếm được Tây Xuyên của Lưu Chương, Tôn Quyền đòi lại trọng trấn Giang Lăng nhưng Lưu Bị không trả. Quan hệ giữa Tôn Quyền và tướng trấn thủ của Lưu Bị là Quan Vũ ngày càng căng thẳng. Tôn Quyền bèn tập kích phía nam Kinh châu, chiếm 3 quận Linh Lăng, Quế Dương, Trường Sa. Do áp lực của quân Tào ở hướng Đông Xuyên, Lưu Bị buộc phải giảng hòa với Tôn Quyền, công nhận quyền kiểm soát của Tôn Quyền ở 3 quân Kinh Nam để đổi lấy sự công nhận ở Giang Lăng.
Năm 218-219, Lưu Bị từ Tây Xuyên đánh chiếm Hán Trung của Tào Tháo. Sau trận đó, Quan Vũ nhân đà thắng lợi, từ Giang Lăng tiến lên đánh Tương Dương và Phàn Thành của Tào Tháo do Tào Nhân trấn thủ. Trong khi chiến sự Phàn Thành có lợi cho Quan Vũ thì Tôn Quyền sai Lã Mông và Lục Tốn đánh úp Giang Lăng và các quận Kinh châu còn lại của Lưu Bị. Quan Vũ thua trận ở Phàn Thành trở về, bị Đông Ngô bắt giết.
Sau khi chiếm các quận Nghi Đô, Nam Quận và Vũ Lăng từ tay Quan Vũ, Tôn Quyền chủ động xưng thần với Tào Tháo nên được Tào Tháo thừa nhận làm Châu mục Kinh châu. Bản thân Tôn Quyền lập lại Lưu Chương (vốn bị Lưu Bị an trí ở thành Công An) làm Ích châu mục, sai đóng ở Tỉ Quy để làm tiền đồn chống Lưu Bị. Như vậy Tôn Quyền không thừa nhận địa vị của Lưu Bị ở cả Ích châu lẫn Kinh châu như trước.
Năm 220, Tào Tháo qua đời, cuối năm đó con là Tào Phi cướp ngôi Hán Hiến Đế lập ra nhà Ngụy. Tháng 4 năm 221, Lưu Bị cũng xưng đế, lập quốc hiệu là Hán để kế tục Hán Hiến Đế, rồi quyết định khởi binh đánh Đông Ngô.
Toàn bộ phần Kinh châu thuộc Thục đã mất vào tay Đông Ngô. Mất Kinh châu và Quan Vũ là tổn thất lớn cho Lưu Bị. Quan Vũ là tướng mạnh và thân thiết. Có nhiều ý kiến thường nhìn nhận rằng Lưu Bị vì tình riêng mà đánh Ngô, là sai lầm không coi trọng đại cục. Nhưng các sử gia xem xét việc này có lý do chính đáng từ phía Lưu Bị. Lưu Bị có tình nghĩa với Quan Vũ phải báo thù, nhưng không chỉ vì một mình Quan Vũ mà khởi binh. Các nhà nghiên cứu chỉ ra rằng: sau khi Quan Vũ mất, Lưu Bị không truy phong danh hiệu cho Quan Vũ mà lo việc lên ngôi hoàng đế của mình trước (danh hiệu Tráng Mậu hầu của Quan Vũ mãi năm 260 Lưu Thiện mới truy phong); khi Quan Vũ chết (tháng chạp năm 219), Lưu Bị không khởi binh ngay mà 1 năm rưỡi sau, tới tháng 5 năm 221 mới thực hiện.
Việc đánh Ngô có lý do chủ yếu ở phương châm đã định, vì lấy Kinh châu làm 1 bàn đạp tấn công trung nguyên đã nằm trong chiến lược Long Trung đối sách mà Gia Cát Lượng vạch ra, nên khi Kinh châu mất thì phải đoạt lại. Ngoài ra, xét về thực lực lúc đó, Tào Phi mạnh hơn Tôn Quyền, do đó Lưu Bị tự lượng thực lực của mình dễ đánh thắng Tôn Quyền hơn là đánh thắng Tào Phi, nhất là trong bối cảnh các danh tướng Đông Ngô như Chu Du, Lỗ Túc, Lã Mông đều đã qua đời.
Ngoài ra, việc Tào và Tôn bắt tay nhau không thừa nhận địa vị của Lưu Bị, khiến ông càng thêm tức giận. Vì vậy sau khi xưng đế, ông quyết định thân chinh cầm quân đi đánh Đông Ngô.

### Quyết sách của Lưu Bị
Trước quyết định của Lưu Bị, một số tướng lĩnh ra sức can gián. Đầu tiên là Triệu Vân, ông cho rằng kẻ thù của Thục Hán là họ Tào chứ không phải họ Tôn, nên phải đánh Tào Ngụy trước để phục hưng nhà Hán. Lưu Bị không nghe theo.
Học sĩ Ích châu là Tần Mật tiếp tục dùng thiên văn can gián. Lưu Bị tức giận tống giam Tần Mật. Tướng Hoàng Quyền cũng khuyên Lưu Bị không nên mạo hiểm thân chinh mà chỉ cần sai một viên tướng đi đông chinh, bản thân Hoàng Quyền tình nguyện lãnh trách nhiệm đánh Ngô, nhưng Lưu Bị cũng không chịu, nhất quyết thân chinh đi đánh Ngô.
Do thái độ tức giận và kiên quyết của Lưu Bị, không ai dám can gián nữa. Ông giao cho thừa tướng Gia Cát Lượng giúp thái tử Lưu Thiện giữ Thành Đô, đích thân cầm quân ra trận.
Trong khi toàn quân đang tập hợp chưa xuất phát thì ông lại mất Trương Phi vì bị các thủ hạ Phạm Cương, Trương Đạt sát hại vào tháng 5 năm 221. Hai người này sang hàng Đông Ngô. Lưu Bị đau đớn, muốn trút hết căm giận lên Tôn Quyền. Tháng 7 năm đó ông hạ lệnh tập trung quân ở huyện Giang châu, Ba quận.

## Lực lượng hai bên
Phía Thục Hán, Lưu Bị lựa chọn 4 vạn quân. Vì Hoàng Trung, Trương Phi đã mất, ông lại phải để Ngụy Diên và Mã Siêu phòng Tào Ngụy phía bắc, nên tham gia chiến dịch đông chinh có các tướng Mã Lương, Hoàng Quyền, Trình Kỳ, Trương Nam, Ngô Ban, Phùng Tập và Triệu Vân.
Tam Quốc diễn nghĩa kể rằng Lưu Bị mang hết quân trong nước, tới 70 vạn người đi đánh Ngô. Các con Quan Vũ và Trương Phi là Quan Hưng và Trương Bào cũng làm tướng tham chiến để báo thù cho cha.
Các sử gia lý giải việc Lưu Bị không mang nhiều quân đi đánh Ngô có 2 nguyên nhân:
1. Nhân khẩu Ích châu không nhiều tới mức có thể điều động đến 70 vạn người như La Quán Trung nêu trong Tam Quốc diễn nghĩa.
2. Ông phải bố trí số quân đáng kể phòng thủ sự xâm phạm của Tào Ngụy ở phía bắc

Phía Đông Ngô, Tôn Quyền giao binh mã cho Lục Tốn, theo sự tiến cử của Lã Mông trước khi qua đời. Quân Ngô có tổng số 5 vạn người, nhiều hơn so với lực lượng của quân Thục. Sau khi Trình Phổ, Chu Du, Lỗ Túc và Lã Mông mất, các danh tướng Chu Thái, Cam Ninh cũng đang phải giữ chiến tuyến Hợp Phì để đối phó với quân Tào thường xuyên xâm lấn nên Tôn Quyền không thể điều động họ. Ông huy động Chu Nhiên, Phan Chương, Tống Khiêm, Hàn Đương, Tôn Hoàn và Từ Thịnh. Bản thân Ngô vương Tôn Quyền tự mình cầm quân đóng ở quận Vũ Xương.
Qua bố trí lực lượng tướng và quân hai bên, các sử gia khẳng định từ đầu quân Ngô đã có ưu thế hơn quân đông chinh của Lưu Bị.

## Diễn biến

### Tôn Quyền cầu hòa
Khi đến huyện Giang châu, Lưu Bị lệnh cho tướng Triệu Vân (từng can gián mình) đóng quân ở lại làm tiếp viện, cho Ngô Ban làm tiên phong, dẫn quân ra Tam Hiệp, tiến vào Kinh châu.
Tôn Quyền thấy Lưu Bị tiến vào Kinh châu, vội sai Thái thú Nam quận là Gia Cát Cẩn đi giảng hòa. Gia Cát Cẩn biết Lưu Bị đang rất căm giận Tôn Quyền nên lấy danh nghĩa cá nhân viết thư phân tích với ý tứ như Triệu Vân (xem Tào Phi làm đối thủ chính vì nợ nước với nhà Hán).
Sau khi Lỗ Túc mất, chỉ còn Gia Cát Cẩn là người bên Đông Ngô từng có quan hệ với Lưu Bị. Vì vậy bức thư của Gia Cát Cẩn là cơ hội cuối cùng cho hai bên có cơ hội thu xếp điều đình với nhau.
Tuy nhiên, Lưu Bị không chấp nhận lời đề nghị của Gia Cát Cẩn, thúc quân tiếp tục đông tiến. Vì vậy chiến tranh giữa hai bên chính thức nổ ra.
Tam Quốc diễn nghĩa kể rằng Tôn Quyền theo kế của Bộ Trắc, bắt thủ phạm giết Trương Phi là Phạm Cương, Trương Đạt giao nộp cho Lưu Bị, trả lại đầu Trương Phi, đồng thời xin trao trả cả Kinh châu và đưa Tôn phu nhân sang Thục; nhưng Lưu Bị vẫn không chấp nhận và quyết giết cho được Tôn Quyền.
Lo sợ nguy cơ từ phía Tào Ngụy ở phía bắc sẽ đến khi giao tranh nổ ra với Lưu Bị, sau khi biết tin Gia Cát Cẩn giảng hòa thất bại, tháng 8 năm 221, Tôn Quyền vội vã sai sứ tới Lạc Dương gặp Tào Phi dâng biểu xưng thần, đồng thời trao trả Vu Cấm từng bị Quan Vũ bắt sống và giam cầm ở Giang Lăng cho Tào Phi. Tào Phi tiếp nhận đề nghị của Tôn Quyền, không nghe theo ý kiến của Lưu Diệp tập kích Đông Ngô mà sai Hình Trinh đi sứ Kiến Nghiệp, phong Tôn Quyền làm Ngô vương. Vì vậy Tôn Quyền tạm thời yên tâm mặt bắc để đối phó với Lưu Bị.

### Lưu Bị thắng thế
Chiến tranh bùng nổ. Hai tướng tiên phong Ngô Ban, Trần Thức đánh bại đạo quân Ngô của Lý Dị và Lưu A, chiếm huyện Vu và Tỉ Quy.
Lục Tốn xuất quân xung đột với quân Thục một trận nhỏ. Quân Ngô phá tan 5 dinh quân của Lưu Bị, giết được 5 viên tướng Thục. Tuy nhiên đây chỉ là thắng lợi nhỏ, Lục Tốn mang quân đóng ở Di Lăng. Ông thận trọng giữ thế phòng ngự.
Tháng 2 năm 222, sau khi ở Tỉ Quy nửa năm, Lưu Bị dự định tiến quân đến Di Lăng, Hào (Khiêu) Đình. Hoàng Quyền can ông nên đề phòng quân Ngô thông thạo thủy chiến, do đó không nên khinh suất khiêu chiến mà Lưu Bị nên giữ hậu đội phía sau để Hoàng Quyền tự làm tiên phong giao tranh với quân Ngô trước.
Lưu Bị bỏ qua lời đề nghị của Hoàng Quyền, lệnh cho Hoàng Quyền làm Trấn bắc tướng quân, thống lĩnh quân Giang Bắc đề phòng quân Tào Ngụy đánh xuống, còn tự mình đích thân chỉ huy đại quân xuôi dòng tiến đánh Di Lăng.
Lục Tốn thấy quân Thục đang hăng hái, quyết định không đối đầu để tránh thương vong mà hạ lệnh cho tiền quân vứt bỏ Di Lăng, rút về Khiếu Đình (hay Hào Đình) củng cố phòng tuyến, tự mình đặt đại bản doanh ở Di Đạo phía nam Trường Giang cố thủ.
Thấy quân Ngô rút lui, Lưu Bị bèn chiếm đóng Di Lăng, lập doanh trại. Sau đó ông chia quân làm 2 đường, cánh trái do Phùng Tập chỉ huy vượt qua Khiếu Đình của Đông Ngô và bày trận ở phía bắc Di Đạo; cánh phải do Ngô Ban chỉ huy vượt sông ở Khiếu Đình đánh vào trại chính của Đông Ngô ở Di Đạo.

### Lục Tốn phòng thủ
Lục Tốn thấy quân chủ lực Thục Hán đóng ở Giang Bắc, cũng tự mình ra đóng trại tại Giang Bắc để đối trận. Nghe tin một cánh quân Thục đánh vào Di Đạo, Lục Tốn lệnh cho đạo quân dự bị của Tôn Hoàn phòng thủ nơi này. Ngô Ban tấn công vào trại nhiều ngày, Tôn Hoàn kiên cường phòng thủ, quân Thục không hạ được.
Lưu Bị hạ lệnh cho quân thủy lên bộ hạ trại. Giữa Tỉ Quy và Hào Đình cách nhau 700 dặm, Lưu Bị lập ra liên tiếp mấy chục doanh trại bằng gỗ cây rừng. Lập liên trại với khoảng cách xa như vậy là sai lầm của Lưu Bị, tối kỵ đối với nhà binh. Tào Phi ở Lạc Dương nghe tin này cũng đoán Lưu Bị sẽ thất bại.
Thấy Lưu Bị lập doanh trại cách nhau quá xa, quân Thục bị phân tán, các tướng Ngô đề nghị Lục Tốn lập tức phản kích. Lục Tốn không đồng tình, ông cho rằng quân Thục đang hăng hái chưa thể giao tranh, cần đợi khi quân Thục mệt mỏi, giảm nhuệ khí mới có thể đánh thắng.
Hai bên giằng co nhau trong 4 tháng, từ tháng 2 đến tháng 6. Lưu Bị nhiều lần khiêu chiến nhưng quân Ngô không ra. Lưu Bị không có cách gì phá được phòng tuyến của Đông Ngô, chỉ có thể sai Phùng Tập và Trương Nam nắm quân tình ở Di Đạo, còn bản thân mình dẫn quân tới đóng ở giữa Tỷ Quy và Khiếu Đình để chỉ huy toàn cục.
Lâu ngày không hạ được Di Đạo và không xuyên qua được phòng tuyến của Lục Tốn, Lưu Bị lo lắng vì quân Thục đã vào sâu đất địch, tuy xuôi dòng sông Trường Giang nhưng phải vận chuyển lương thực đường xa rất tốn kém. Ông bèn hạ lệnh cho Ngô Ban siết chặt vòng vây ở thành Di Đạo, tự mình dẫn quân vượt bờ bắc, chia làm 2 cánh đánh vào hậu phương của Lục Tốn, lại cho 8000 binh sĩ mai phục để chờ quân Ngô ra. Các tướng Ngô thấy quân Thục ít, định ra tấn công ngay, nhưng Lục Tốn cho rằng đó chỉ là kế lừa của Lưu Bị nên một mực giữ thế thủ.
Lưu Bị thấy quân Ngô không trúng kế, đành phải lệnh cho Ngô Ban trở về bờ nam. Các tướng Ngô vẫn coi thường Lục Tốn nhát gan không chịu ra quân, từ khi thấy ông dự liệu chính xác mới tỏ ra khâm phục.

### Lục Tốn phản công
Giữa mùa hè, cuối tháng 6 năm 222, Lục Tốn thấy quân Thục đã mỏi mệt, bèn ngầm viết thư về Vũ Xương cho Tôn Quyền, khẳng định ông sẽ nắm được thời cơ để đánh bại Lưu Bị.
Tháng 6 nhuận năm 222, vùng Hoa Trung có gió đông nam thổi mạnh, Lục Tốn hạ lệnh cho Chu Nhiên theo đường thủy ngược dòng đánh lên vào đại bản doanh của Lưu Bị ở Khiếu Đình, trên thuyền dùng nhiều cỏ khô và củi lửa để đốt; Hàn Đương và Phan Chương đi đường vòng bên phải đến Trác Hương để chặn đường rút của đội tiên phong Thục Hán; Từ Thịnh và Tống Khiêm đi giải vây cho Di Đạo, sau đó sẽ cùng tiến vào đại trại quân Thục.
Lưu Bị có 40 trại từ Khiếu Đình đến Tỉ Quy trải dài 700 dặm. Nhằm tiết kiệm nhân lực, Lục Tốn chủ trương chỉ tấn công vào 20 trại cách nhau và gây ra hỗn loạn cho quân Thục.
Quân do thám của Thục Hán biết quân Ngô chuẩn bị tấn công, liền phi báo cho Lưu Bị. Lưu Bị được tin liền lệnh cho Phùng Tập, Trương Nam sẵn sàng nghênh chiến, và lệnh cho Ngô Ban bỏ đánh Di Đạo mà vượt sông lên phía bắc, chuẩn bị đánh vào quân chủ lực của Đông Ngô. Tuy nhiên, Lục Tốn không điều quân như Lưu Bị dự liệu (đối đầu với Phùng Tập và Trương Nam), mà cho quân đi đường thủy ngược dòng đánh vào đại trại Khiếu Đình.
Nửa đêm, quân Ngô áp sát trại Thục và nổi lửa tấn công. Mùa hè nóng nực, trại quân Thục nằm trong rừng nhiều cây nên lửa rất dễ bén. Các doanh trại quân Thục nhanh chóng bốc lửa và quân Thục trở nên hỗn loạn, giẫm đạp lên nhau, bị thương vong khá nhiều.
Tế tửu Trình Kỳ vội hộ tống Hán đế Lưu Bị chạy về phía tây, và báo cho các trại về hộ giá. Trương Nam và Phùng Tập nghe tin đại trại bị tấn công, phải bỏ mục tiêu đánh quân chủ lực của Lục Tốn mà rút về cứu vua. Ngô Ban để một ít quân ở lại Di Đạo, mang quân vượt sang bờ bắc đánh vào trại quân Ngô nhưng tới nơi không thấy người vội vã lui về cứu đại trại bị cháy.
Từ Thịnh và Tống Khiêm tới giải vây cho Di Đạo, đánh tan số quân Thục còn lại của Ngô Ban. Tôn Hoàn trong thành cũng giáp công, quân Thục bị thiệt hại khá nhiều, chạy tan tác, một số đầu hàng Ngô.
Khắp từ Khiếu Đình tới Di Lăng lửa bốc cháy. Lưu Bị chỉ biết vượt qua Di Lăng để lui về phòng thủ ở Tỉ Quy. Song lúc đó Hàn Đương và Phan Chương đã chiếm được Trác Hương, cắt đứt đường lui của quân Thục. Từ Thịnh, Tống Khiêm và Tôn Hoàn cũng từ Di Đạo tiến tới trợ chiến. Quân Chu Nhiên theo đường thủy cũng giáp công.

### Thục Hán bại binh
Các cánh quân của Trương Nam, Phùng Tập bị thua tan tác, hợp lại với nhau làm một. Ngô Ban cầm quân cảm tử đi trước, đánh vào cánh quân của Hàn Đương, còn Trương Nam hộ tống Lưu Bị, để Phùng Tập đi đoạn hậu, nhằm hướng núi Mã Yên ở phía đông bắc Trác Hương. Ngô Ban tuy phá được vòng vây của Hàn Đương ra ngoài, nhưng quân của Phan Chương lập tức tiến lên thế chỗ, khiến Ngô Ban còn ít quân, muốn cứu Lưu Bị ra nhưng không thực hiện được, đành dẫn tàn quân qua thành Tỉ Quy, chạy về Giang châu báo cho Triệu Vân đến cứu viện.
Trương Nam và Phùng Tập giao tranh với quân Ngô, cuối cùng đẩy lui được Phan Chương và Hàn Đương để đưa Lưu Bị ra ngoài. Phùng Tập cùng quân Ngô ác chiến để Lưu Bị có thời gian chạy xa, cuối cùng quân chết gần hết, bị Từ Thịnh giết tại trận.
Trương Nam cùng phó tướng Phó Đồng và Trình Kỳ hộ giá Lưu Bị chạy ra, bị lạc nhau. Trương Nam và Lưu Bị chạy về tới núi Mã Yên. Từ Thịnh, Chu Nhiên và Tống Khiêm truy kích lại gần. Trương Nam để các tướng sĩ đưa Lưu Bị chạy trước, còn mình ở lại đánh chặn và cuối cùng cũng bị tử trận.
Tham mưu Trình Kỳ được Phó Đồng bảo vệ chạy đến bờ sông, nghe tin Lưu Bị chạy về núi Mã Yên, vội cùng nhau tới chi viện. Trình Kỳ đi trước, Phó Đồng đi sau. Quân Thục thế yếu, không đương nổi mấy cánh quân Ngô. Thấy quân sĩ xung quanh đều chết, Trình Kỳ liền tự sát.
Hồ vương Sa Ma Kha ở quận Việt Huề dẫn quân dự bị tới Tỉ Quy, nghe tin quân Thục bại trận liền tới cứu viện, gặp cánh quân Hàn Đương và Phan Chương. Hai tướng Ngô đánh bại và giết chết Ma Sa Kha.
Phó Đồng chạy theo Trình Kỳ tới núi Mã Yên, tới nơi thì Trình Kỳ đã chết. Phó Đồng hộ tống Lưu Bị, Lục Tốn thúc quân tới vây núi Mã Yên. Quân Thục liều chết kháng cự hơn 1 ngày, bị thương vong rất nhiều. Do thành Tỉ Quy đã mất, Lưu Bị và Phó Đồng cố sức phá vây, chỉ còn đường nhắm tới đích là thành Bạch Đế ở Vu huyện.
Quân Thục đột phá vòng vây tiến ra. Lưu Bị sai Phó Đồng chặn hậu, cho chất các xe quân nhu lại, thiêu hủy làm vật cản quân Ngô. Lưu Bị chạy thoát, Phó Đồng đến Tỉ Quy thì bị Từ Thịnh, Chu Nhiên vây đánh. Phó Đồng không chống nổi quân Ngô, cuối cùng bị tử trận.
Lưu Bị chạy qua đường sạn đạo Di Lăng rồi phá đường này để ngăn quân Ngô đuổi theo. Cuối cùng ông chạy thoát về thành Bạch Đế trong tình cảnh rất thê thảm.
Tướng Thục là Hoàng Quyền đóng quân ở bờ bắc, định tiến về cứu viện nhưng bị quân Lục Tốn phong tỏa hết đường đi. Hoàng Quyền không còn đường chạy về theo Lưu Bị, lại không muốn hàng Ngô, bất đắc dĩ phải mang quân sang hàng Tào Phi.
Triệu Vân đóng quân ở Giang châu, được tin Ngô Ban báo toàn quân đại bại, vội dẫn quân ra chi viện, nhưng khi chưa tới mặt trận thì Lưu Bị đã rút về thành Bạch Đế, nên chia quân ra đóng ở Vu huyện, dựa vào địa hình hiểm trở để phòng thủ.
Tam Quốc diễn nghĩa kể rằng Triệu Vân ra hộ tống Lưu Bị ở núi Mã Yên, giết được Chu Nhiên và đẩy lui quân Đông Ngô, trên thực tế trong suốt chiến dịch Triệu Vân không ra khỏi Vu huyện và không tham chiến. Ngoài ra, Chu Nhiên trên thực tế sống thọ hơn Triệu Vân.
Nghe tin Lưu Bị lui về thành Bạch Đế, Từ Thịnh và Phan Chương đề nghị với Tôn Quyền tấn công sẽ bắt được Lưu Bị. Tuy nhiên Lục Tốn dự đoán Tào Phi sẽ đánh sau lưng Đông Ngô, nên cho toàn quân lui về phòng bị, không nên ham truy đuổi. Tôn Quyền nghe theo, bèn hạ lệnh lui quân.
Tam Quốc diễn nghĩa kể rằng Lục Tốn ham truy kích Lưu Bị tới Vu huyện thì bị lọt vào Bát trận đồ mà Gia Cát Lượng đã giăng sẵn, không sao tìm được đường ra. Cha vợ Khổng Minh là Hoàng Thừa Ngạn đã dẫn Lục Tốn ra khỏi Bát trận đồ. Lục Tốn sợ hãi phải lui binh. Các sử gia lý giải rằng, dù Bát trận đồ là sa bàn đóng quân có thực mà Khổng Minh tạo ra, nhưng Lục Tốn chưa từng tiến quân tới Vu huyện và không bị lọt vào Bát trận đồ này.

## Tổn thất và nguyên nhân
Không rõ thương vong của quân Ngô. Quân Thục đại bại, tổng số quân bị giết tại Di Lăng – Khiếu Đình có vài vạn người, xác chết xuôi theo dòng sông Trường Giang trôi xuống làm tắc cả dòng sông. Chiến thuyền, khí giới, xe cộ quân nhu bên Thục Hán bị mất gần hết.
Chỉ trừ cánh quân của Nha môn tướng Hướng Sủng, trong lúc hoảng loạn vẫn duy trì được kỷ luật, không bị tổn thất một người nào, cuối cùng rút lui an toàn về thành Bạch Đế, cùng với Triệu Vân trở thành lực lượng bảo vệ cho Chiêu Liệt đế Lưu Bị.
Gần như toàn bộ các tướng chỉ huy chiến dịch Di Lăng của Thục Hán bị xóa sổ: Mã Lương tử trận ở Ngũ Khê, Trương Nam, Phùng Tập, Phó Đồng đều tử trận khi bảo vệ Lưu Bị chạy khỏi vòng vây, Man vương Ma Sa Kha cũng tử trận, Trình Kỳ tự sát, Hoàng Quyền chạy sang hàng Ngụy. Chỉ còn lại Ngô Ban, Hướng Sủng trở về, còn tướng cánh quân dự bị Triệu Vân chưa tham chiến.
Lưu Bị thất bại vì sai lầm trầm trọng về chiến thuật. Trước hết, ông quá nôn nóng muốn đánh bại Đông Ngô, tiến thẳng tới diệt Tôn Quyền, nên ra quân gấp gáp; ngược lại phía Đông Ngô, Lục Tốn lại rất trầm tĩnh và tỉnh táo xét đoán tình hình.
Như Lục Tốn từng nói khi viết thư cho Tôn Quyền, nếu Lưu Bị tận dụng thế mạnh, cho quân thủy bộ cùng tiến thì quân Ngô rất nguy khốn, nhưng vua Thục Hán lại dồn hết quân thủy lên bờ, lập liên trại. Hơn nữa, khi đóng quân chọn rừng rậm nhiều cây để có bóng mát cũng là sai lầm, tạo điều kiện cho kẻ địch đánh hỏa công; vật liệu dựng trại không dùng đất đá mà lại lấy cành cây làm vật liệu nên khi quân Ngô nổi lửa, trại Thục nhanh chóng bị thiêu. Ngoài ra, Lưu Bị còn một sai lầm nữa khi quyết định đổ bộ lập trại, là dàn 4 vạn quân trải suốt 700 dặm, phạm vào điều đại kỵ về phân tán binh lực của nhà binh.
Chiến thuật mà Lục Tốn áp dụng trong chiến dịch Khiếu Đình được các sử gia đánh giá giống với Tào Quệ nước Lỗ thời Xuân Thu đánh bại Tề Hoàn công: mặc cho quân địch xung trận lần đầu không xuất kích vì khí thế địch đang hăng, bỏ qua quân địch xung trận lần thứ 2 không ứng chiến khi nhuệ khí địch bắt đầu giảm, đến lần 3 khi quân địch xung phong, nhuệ khí đã cạn kiệt thì quân mình mới ra trận ứng chiến là đánh chắc thắng. Lục Tốn tuy đông quân hơn nhưng vẫn trầm tĩnh và lạnh lùng ứng phó trước sự nôn nóng của Lưu Bị, để cho Lưu Bị chiếm mấy trăm dặm đất với những điểm cao, nhưng cuối cùng bất ngờ phản công giành được toàn thắng.
Các nhà nghiên cứu cho rằng, Lưu Bị thất bại còn có nguyên nhân vì quá coi thường Lục Tốn là người ít kinh nghiệm chiến trường.

## Hậu quả và ý nghĩa
Thất bại Di Lăng – Khiêu Đình là đòn nặng nề đối với cá nhân Lưu Bị và chính quyền Thục Hán mới thành lập. Tuy quân số tham gia chiến dịch không lớn tới 70 vạn người mà Tam Quốc diễn nghĩa mô tả, nhưng thất bại này khiến Kinh châu không thể khôi phục, chiến lược "từ Kinh, Ích giáp công đánh trung nguyên" mà Gia Cát Lượng đã vạch ra trong Long Trung đối sách không còn khả năng thực hiện được. Phần Kinh châu thuộc Thục bị mất toàn bộ vào tay Đông Ngô không khôi phục được; địa bàn Kinh châu chỉ còn do Ngô và Ngụy chia nhau nắm giữ, trong đó Đông Ngô chiếm phần lớn ở phía nam.
Thất bại Di Lăng là bước ngoặt quan trọng trong lịch sử quân sự và chính trị của nhà Thục Hán. Sức quân, sức nước của Thục Hán bộc lộ suy yếu rõ ràng; bản thân chính quyền tự xưng là kế thừa ngôi chính thống của nhà Đông Hán bắt đầu đi vào con đường gập ghềnh. Cũng vì thất bại này mà Lưu Bị suy sụp tinh thần, lâm bệnh rồi mất tại thành Bạch Đế một năm sau (223).
Đúng như phân tích của đại thần Hoa Hâm bên phía Tào Ngụy: hai nước Ngô và Thục vốn nhỏ bé, nếu liên minh còn có thể đứng vững, song lại quay ra đánh nhau thì càng dễ mất. Hai nước nhỏ tranh chiến làm cả hai bị hao tổn khiến Tào Ngụy hưởng lợi. Với hoàn cảnh đó, chỉ có một mình Tào Ngụy có đủ khả năng thực hiện thống nhất.

## TrongTam quốc diễn nghĩa
Trong tiểu thuyết Tam quốc diễn nghĩa, La Quán Trung cũng coi nguyên nhân chính khiến Lưu Bị đánh Ngô vì căm giận Tôn Quyền đã giết Quan Vũ và chí báo thù muốn giết bằng được Tôn Quyền của Lưu Bị khiến ông mất hết sáng suốt. Ông đã dốc hết 70 vạn quân trong nước ra mặt trận. Lão tướng Hoàng Trung cũng vì tham chiến bị tử trận lúc đầu khiến thù Thục-Ngô càng chồng chất.
Các con Quan Vũ và Trương Phi là Quan Hưng, Trương Bào làm tướng ra trận, giết được tướng Ngô đã hại Quan Vũ là Phan Chương và Mã Trung.
Nhưng ngay cả khi Tôn Quyền giết các hung thủ sát hại Trương Phi như Phạm Cương, Trương Đạt mang nộp Lưu Bị, lại hứa trả lại Kinh châu và đưa Tôn phu nhân sang cho Lưu Bị; Lưu Bị vẫn không chấp nhận và quyết giết cho được Tôn Quyền. Mao Tông Cương khi bình giảng Tam Quốc diễn nghĩa cũng nhận xét về Lưu Bị là "quá quắt", đồng thời lý giải rằng điều đó đề cao tình nghĩa huynh đệ của ông mà không ai có thể sánh được.
Tuy phóng đại rằng Lưu Bị mang 70 vạn quân đánh Ngô, La Quán Trung vẫn trung thành với một số tình tiết sử học khi nói mô tả diễn biến trận đánh, như đề cập tới việc Lưu Bị chỉ có 8.000 tinh binh mà ông dự định dùng để mai phục nếu nhử được quân Ngô ra trận (không thành công).
Khi Lưu Bị lập liên trại cách nhau tới 700 dặm, Mã Lương đã về Thành Đô hỏi ý kiến Khổng Minh. Khổng Minh dậm chân than thở quân Thục sẽ thua lớn. Mã Lương trở lại mặt trận không kịp, đúng lúc Lục Tốn đã nổi lửa thiêu quân Thục.
Các tướng phá vây hộ vệ Lưu Bị không phải Trương Nam, Phùng Tập, Phó Đồng mà là Quan Hưng, Trương Bào và Phó Đồng. Chỉ có Trình Kỳ tự sát được mô tả như trong sử sách. Trương Nam, Phùng Tập được mô tả vây đánh Di Lăng không thành, quay lại cứu Lưu Bị thì bị quân Ngô giết. Triệu Vân xung trận cứu Lưu Bị và giết được Chu Nhiên. Tôn phu nhân ở nước Ngô nghe tin đồn Lưu Bị tử trận, nên đâm đầu xuống sông tự vẫn.
Với hư cấu về số quân đông đảo của Thục Hán, trận chiến này, dưới lăng kính của Tam Quốc diễn nghĩa, được nhìn nhận là trận đánh quy mô lớn thứ 2 mà Đông Ngô đã dùng số quân ít đánh thắng số quân nhiều, sau trận Xích Bích. Do đó, thất bại của Lưu Bị càng trầm trọng hơn và chiến thắng cũng bằng hỏa công của Lục Tốn được Mao Tông Cương viết trong lời bình đánh giá ca ngợi, coi ngang với công trạng của Chu Du trong trận Xích Bích.